# Andrena tegularis
Andrena tegularis är en biart som beskrevs av Laberge 1967. Andrena tegularis ingår i släktet sandbin, och familjen grävbin. Inga underarter finns listade i Catalogue of Life.